# مايكل باتريك هيرن
مايكل باتريك هيرن (بالإنجليزية: Michael Patrick Hearn)‏ هو كاتب سير وصحفي أمريكي، ولد في 24 أبريل 1950.

## وصلات خارجية
- مايكل باتريك هيرن على موقع IMDb (الإنجليزية)